# 鳥居恵子
鳥居 恵子（とりい けいこ、1951年7月19日 - ）は、日本の女優。元夫は俳優の藤岡弘。東京都足立区出身。

## 人物
東京都板橋区成増生まれで足立区北千住育ち。四人きょうだいの三番目。足立区立千寿第一小学校（現足立区立千寿本町小学校）、潤徳女子中学校・潤徳女子高等学校卒業。高校時代はソフトボール部に所属、ポジションはショート。在学中に日活の元女優であった母が同社の俳優を介し、卒業と同時に石原プロへ所属する。 1970年に映画『裸の十九才』でデビューする。以降はテレビドラマを中心に活動する一方、着物のモデル業も務める。1974年のテレビドラマ『白い牙』で共演した俳優の藤岡弘と1987年に結婚するが、1990年に離婚した。藤岡との間に子はいない。

## 出演作品

### 映画
- 裸の十九才（1970年、東宝）- 林咲枝
- 学園祭の夜 甘い経験（1970年、東宝）- 主演・林牧子
- 男の世界（1971年、日活）- 西崎伸子
- 雨は知っていた（1971年、東宝）- 主演・佐久間みどり
- 男の世界（1971年、日活）
- 制服の胸のここには（1972年、東宝）- 主演・森口芙佐子
- 喜劇 日本列島震度0（1973年、松竹）- 福田真知子
- にっぽん美女物語（1974年、松竹）- 生駒鯛子
- 樺太1945年夏 氷雪の門（1974年、東洋映画）- 藤倉信枝
- にっぽん美女物語 女の中の女（1975年、松竹）- 生駒鯛子
- どんぐりッ子（1976年、東宝）- 野村ひろ子
- －北村透谷－ わが冬の歌（1977年、三映社＝ATG）- 斉藤冬子
- 下落合焼とりムービー（1979年、東映）- 日本（ひのもと）不二子

### テレビドラマ
- 銀河ドラマ / 朱鷺の墓（1970年、NHK）- 芸妓[4]。
- おんなの劇場 / 薪能（1970年、CX）- 民子
- 連続テレビ小説 / 繭子ひとり（1971年 - 1972年、NHK）- 稲木珠美[5]。
- おひかえあそばせ（1971年、NTV）- 池西あやめ（五女）
- 阪急ドラマシリーズ / それゆけ結婚（1971年 - 1972年、KTV）- 主演・森川桂
- 知らない同志（1972年、TBS）- 滝口律子
- 忍法かげろう斬り（1972年、KTV）第1話「俺は幕府のイヌじゃない」（1972年4月4日）- 千枝
- 荒野の素浪人（1972年 - 1973年、NET）第16話「暗殺 情無用の死人沢」（1972年4月18日）- お圭
- 新・番頭はんと丁稚どん（1972年、MBS）第12話（1972年6月21日）- 貿易会社社長と名乗るペテン師（演：藤村有弘）の娘
- あしたに駈けろ!（1972年、CX）- 秋山千恵
- 太陽にほえろ!（1972年 - 1986年、NTV）
  - 第14話「そして拳銃に弾をこめた」（1972年10月20日）- 笹沢桂子
  - 第682話「揺れる生命」（1986年1月31日）- 太田紀子
- 月曜スター劇場 / 冬物語（1972年 - 1973年、NTV）- 植村典子
- 隼人が来る（1972年 - 1973年、CX）第11話「嵐を呼ぶ密書」（1972年12月21日）- お娟
- テレビスター劇場 / 気になる関係（1973年、MBS）- 岡村美香（三女）
- 陽はまた昇る（1973年、CX）- 江藤宏子
- 追跡（1973年、KTV）第9話「天使の仮面」（1973年7月17日）- 北尾幸子
- 旅人異三郎（1973年、12ch）第23話「友禅模様に父の幻を見た」（1973年8月25日）- お浪
- 荒野の用心棒（1973年、NET）第25話「廃墟の宿に母恋唄が聞えて…」（1973年9月18日）- 山猫の涼
- 水滸伝（1973年 - 1974年、NTV）第3話「熱砂の決斗」（1973年10月16日）- 張（演：大宮敏充）の娘
- 大久保彦左衛門（1973年 - 1974年、KTV）第3話「日本一の城下町」（1973年10月21日）- 八重
- ぶらり信兵衛 道場破り（1973年 - 1974年、CX）
  - 第8話「二十三人の裸侍」（1973年11月22日）- 志保姫
  - 第26話「悪い道場　良い道場」（1974年4月11日）- 千草
- たんぽぽ 第1シリーズ（1973年 - 1974年、NTV）- 阿紀子
- CBC制作昼の連続ドラマ / 海抜0米（1974年、CBC）
- 白い牙（1974年、NTV）- 村木杏子
- 事件狩り（1974年、TBS）第2話「ストーリーキングの女を見た」（1974年4月17日）- 宮原幸子
- 右門捕物帖（1974年 - 1975年、NET） 第14話「十六夜御用心」（1974年7月3日）- 加代
- 銭形平次（1966年 - 1984年、CX）
  - 第429話「朱い吹矢」（1974年7月24日）- おとよ
  - 第620話「はぐれ絆」（1978年4月26日）- おみよ
- 大江戸捜査網（1973年 - 1984年、12ch）
  - 第153話「花嫁暗殺計画」（1974年8月24日）- 竹姫
  - 第179話「狙われた密会」（1975年2月22日）- おかよ
  - 第319話「罪なき父娘の絶唱」（1977年12月17日）- おそで
- イナズマンF（1974年、NET）  第23話「さらばイナズマン ガイゼル最期の日」（1974年9月24日）- カレン
- 夜明けの刑事（1974年 - 1977年、TBS）
  - 第11話「それでも私は結婚したい」（1974年12月11日）- 光子
  - 第55話「七年目に襲われた娘!!」（1976年1月14日）- 沢田涼子
  - 第72話「結婚サギ殺人事件」（1976年5月26日）- 美容師三上修（演：柴俊夫）の愛人
- 水戸黄門（1969年 - 2011年、TBS）
  - 第6部 第1話「怒れ! 薩摩隼人 -鹿児島-」（1975年3月31日）- 竹姫
  - 第8部 第29話「妖雲晴れた桜島 -鹿児島-」（1978年1月30日）- 竹姫
- 剣と風と子守唄（1975年、NTV）第8話「孤雁の群れ」（1975年5月20日）- 以禰
- 愛のサスペンス劇場 / 白い崖（1975年、NTV）- 大橋美千代
- TOKYO DETECTIVE 二人の事件簿（1975年、ABC）第22話「重い傷あと」（1975年8月26日）- 久美子
- ふりむくな鶴吉（1975年、NHK）第44話「仲秋の名月」（1975年9月19日）- おしん
- 江戸の旋風Ⅱ（1976年 - 1977年、CX）第6話「父ちゃんの土産」（1976年5月6日）- お久
- 特別機動捜査隊（1961年 - 1977年、NET）第765話「ダイナマイトとダリヤの花」（1976年7月14日）- 栗田三千代
- 妻そして女シリーズ / 女の運命（1976年 - 1977年、MBS）- 米津礼子
- 特捜最前線（1977年 - 1987年、ANB）
  - 第18話「硝煙のなかに立つ女」（1977年8月3日）- 白鳥夕子
  - 第37話「犯罪都市・25時の慕情」（1977年12月14日）- 水沼沙智子
  - 第56話「絞殺魔・ノクターンが呼ぶ街!」（1978年4月26日）- 椿万里子
  - 第68話「誘拐・東京－函館縦断捜査!」・第69話「誘拐II・パニックイン・函館!」（1978年7月19日・26日）- 勝原知子
  - 第97話「追跡I・白銀に消えた五億円!」・第98話「追跡II・愛と死の大雪原!」（1979年2月7日・14日）- 三杉弥生
  - 第181話「ダイナマイトパニックII・望郷群島!」（1980年10月8日）- 八崎聖子
  - 第193話「老刑事 鈴を追う!」（1981年1月14日）- 伊庭佐知子
  - 第225話「チワワを連れた犯罪者!」（1981年9月9日）- 下沼製作所社長下沼功三の娘
  - 第245話「冬のマンモス団地ミステリー!」（1982年1月27日）- 香川康子
  - 第284話「恐喝!」（1982年10月27日）- 中原恵子
  - 第315話「面影列車!」（1983年6月1日）- 梶川君子の知人
- 人形佐七捕物帳（1977年、ANB） 第29話「銚子をつぶす左指」（1977年11月19日）- お直
- 江戸の鷹 御用部屋犯科帖（1978年、ANB）第6話「奥州路に鷹が舞う!」（1978年2月14日）- お篠
- 桃太郎侍（1976年 - 1981年、NTV）第72話「絵筆に賭けた命」（1978年2月26日）- お鶴
- 新五捕物帳（1977年 - 1982年、NTV）
  - 第21話「夜に咲く花ふたり花」（1978年3月7日）- およう
  - 第45話「殺しのかんざし」（1978年11月7日）- お葉
  - 第122話「人情祭り囃子」（1980年11月11日）- おふみ
  - 第178話「夫婦ざんげ」（1982年3月16日）- お京
- Gメン'75（1975年 - 1982年、TBS）
  - 第150話「刑事の家を壊す男たち」（1978年4月8日）- 沢井美智子
  - 第205話「新Gメンvsニセ白バイ警官」（1979年5月5日）- 水上牧子（以降第270話までセミレギュラー）
  - 第210話「出刃包丁を持った男」（1979年6月9日）
  - 第215話「白バイに乗った痴漢」（1979年7月14日）
  - 第224話「九月の海から出てきた女の手首」（1979年9月15日）
  - 第235話「師走のトリック殺人」（1979年12月1日）
  - 第240話「'80 新春おせち料理毒殺事件」（1980年1月5日）
  - 第257話「大暴走! 囚人護送車」（1980年5月3日）
  - 第270話「香港カラテ殺人旅行」（1980年8月2日）
- 必殺シリーズ（1975年 - 1987年、ABC）
  - 江戸プロフェッショナル 必殺商売人 第16話「殺して怯えた三人の女」（1978年6月9日）- おけい
  - 必殺仕事人IV 第24話「秀空中で戦う」（1984年4月13日）- お仙
- ナショナルゴールデン劇場 / 天山先生本日も多忙（1979年、ANB）第1話「白衣の旅がらす」（1979年4月5日）- 民子
- ザ・スーパーガール（1979年 - 1980年、12ch）第31話「異常夫婦の危険なレイプ」（1979年10月29日）- 白石ひろみ
- 鉄道公安官（1979年 - 1980年、ANB）第25話｢誘拐特急･ママ、早く来て！｣（1979年11月5日）- 滝口（演：林ゆたか）の連れの女（誘拐犯）
- 花よめは16歳（1979年 - 1980年、ANB）第13話「子守は本当に楽じゃない!」（1980年2月25日）- 雪子
- 大捜査線 （1980年、CX）第18話「やさしい女が燃える時」（1980年5月29日）- 天野容子
- 長七郎天下ご免!（1979年 - 1982年、ANB）第94話「源平がたり 親子を結んだ的扇」（1981年10月29日）- 早苗
- 同心暁蘭之介（1981年 - 1982年、CX）第7話「折り鶴が飛んだ」（1981年11月19日）- おけい
- ザ・ハングマンII（1982年、ABC）第15話「出口なし! 恐怖の空気処刑」（1982年9月10日）- 矢崎ユミ
- 右門捕物帖（1982年 - 1983年、NTV）第33話「冬の風鈴」（1983年9月6日）- お浜（おしま）
- 私鉄沿線97分署（1984年 - 1986年、ANB）第18話「あんたが悪い!?モテモテマン!!」（1985年2月24日）-木下レイコ
- うちの子にかぎって2（1985年、TBS）第5話「スチュワーデス物語」（1985年5月10日）-里見千賀子
- 月曜ワイド劇場（ANB）/ ナースセンター午前3時（1986年7月14日）- 戸田雅子
- 土曜ワイド劇場（ANB）/  遠眼鏡の中の女（1990年2月24日）- 村里よし江

### その他
- CM
  - ライオン油脂（現・ライオン） / 「エメロンシャンプー」（1971年）[6][7]
  - ハウス食品 / バーモントカレー辛口」（1972年）原田大二郎と共演
  - サントリーリザーブ / 「鱧」（1987年）深水三章と共演
- 吹き替え
  - キャバレー（ナタリア・ランダウアー〈マリサ・ベレンソン〉）
- クイズ番組
  - うそつきクイズ（セミレギュラー / 1979年 - 1980年、NTV）[8]
- ラジオドラマ / 愛の街から（1977年 - 1983年、FM東京）
  - 第315話「懐かしき下町慕情」（1983年8月14日）
  - 第319話「夫婦ゲンカはどんな味？」（1983年9月11日）
- Nurse eye 桐書房 1988年11月1日創刊号 58頁～62頁 創刊対談 「看護婦は体も心も明るくなければ」